# Europa Cup (korfbal) 1990
De Europa Cup korfbal 1990 was de 5e editie van dit internationale zaalkorfbaltoernooi. Voor de eerste keer in de toernooigeschiedenis was er een deelnemer uit Tsjechië. 

## Deelnemers
Poule A
| Club         | Plaats         |
| ------------ | -------------- |
| AWF Krakow   | Krakau         |
| Catba        | Antwerpen      |
| CLL Bourges  | Bourges        |
| Adler Rauxel | Castrop-Rauxel |

Poule B
| Club            | Plaats      |
| --------------- | ----------- |
| PKC             | Papendrecht |
| KC Děčín        | Děčín       |
| Mitcham         | Londen      |
| ISEF Agon Clube | Lissabon    |

## Poulefase
Poule A
| Thuisploeg   |   | Uitploeg     | Uitslag |
| ------------ | - | ------------ | ------- |
| Catba        | - | AWF Krakow   | 26-3    |
| Adler Rauxel | - | CLL Bourges  | 13-11   |
| AWF Krakow   | - | CLL Bourges  | 5-15    |
| Catba        | - | Adler Rauxel | 12-9    |

Poule B
| Thuisploeg      |   | Uitploeg        | Uitslag |
| --------------- | - | --------------- | ------- |
| PKC             | - | KC Děčín        | 21-6    |
| ISEF Agon Clube | - | Mitcham         | 11-11   |
| KC Děčín        | - | ISEF Agon Clube | 7-9     |
| PKC             | - | Mitcham         | 27-8    |

## Finales
| 7e&8e plaats |           |    |
|              |           |    |
| A4           | AWF Krako | 8  |
| B4           | KC Děčín  | 13 |

| 5e&6e plaats |                 |    |
|              |                 |    |
| A3           | CLL Bourges     | 8  |
| B3           | ISEF Agon Clube | 12 |

| 3e&4e plaats |              |    |
|              |              |    |
| A2           | Adler Rauxel | 15 |
| B2           | Mitcham      | 12 |

| Finale |       |    |
|        |       |    |
| A1     | Catba | 9  |
| B1     | PKC   | 11 |

| Kampioen EuropaCup 1990 |
| ----------------------- |
| PKC Tweede titel        |

## Eindklassement
| Positie | Club            |
| ------- | --------------- |
| Goud    | PKC             |
| Zilver  | Catba           |
| Brons   | Adler Rauxel    |
| 4       | Mitcham         |
| 5       | ISEF Agon Clube |
| 6       | CLL Bourges     |
| 7       | KC Děčín        |
| 8       | AWF Krakow      |

1967 ·
1968 ·
1969 ·
1970 ·
1971 ·
1972 ·
1973 ·
1974 ·
1975 ·
1976 ·
1977 ·
1978 ·
1979 ·
1980 ·
1981 ·
1982 ·
1983 ·
1985 ·
1986 ·
1988 ·
1989 ·
1990 ·
1991 ·
1992 ·
1993 ·
1994 ·
1995 ·
1996 ·
1997 ·
1998 ·
1999 ·
2000 ·

2001 ·
2002 ·
2003 ·
2004 ·
2005 ·
2006 ·
2007 ·
2008 ·
2009 ·
2010 ·
2011 ·
2012 ·
2013 ·
2014 ·
2015 ·
2016 ·
2017 ·
2018 ·
2019 ·
2020 ·
2021 ·
2022